# Xixella
La xixella o xixell (Columba oenas) és una espècie d'ocell de l'ordre dels columbiformes.

## Morfologia
- Fa 33 cm de llargària total.
- És de color gris i té negres les puntes de les ales i una franja a l'extrem de la cua.
- No té el carpó blanc tan característic del colom roquer.
- No té les marques blanques de les ales que llueixen els tudons.
- També destaquen uns reflexos al coll.
- Ulls negres.
- Bec vermellenc amb l'extrem de color groc.

## Subespècies
- Columba oenas hyrcana
- Columba oenas oenas
- Columba oenas yarkandensis

## Reproducció
Encara que, de vegades, aprofita petites cingleres, normalment fa el niu en els forats d'arbres vells i no hi aporta gaire material. Poden fer fins a 3 cries al llarg dels dos mesos de cria, que van des del març fins al setembre. La incubació, realitzada per ambdós progenitors, dura 17 dies, al termini dels quals els polls encara en necessitaran 28 més per volar.

## Alimentació
Les llavors i el gra (fonamentalment cereals) integren la seua dieta.

## Hàbitat
Viu en boscos i camps amb arbres escampats.

## Distribució geogràfica
Viu a Europa fins a 61º de latitud nord (el Regne Unit concentra 1/3 de la població europea), a l'Àsia occidental i a l'Àfrica del Nord. Se'n troben colònies reduïdes per tots els Països Catalans i en tota mena d'ambients, tret de les Balears. Al Principat de Catalunya només manca al Pirineu, perquè necessita àrees conreades on alimentar-se.

## Costums
És migradora parcial (estols considerables barrejats amb tudons de l'Europa del Nord i de l'Europa Central hivernen a tots els Països Catalans). Sedentària a la Catalunya continental.